# Electronic Steering Chassis
Das Electronic Steering Chassis (engl. für „elektronisches lenkendes Fahrwerk“) ist ein höhen- und härteverstellbares Fahrwerk, das kompressorgesteuert wird. Es wurde von Mitsubishi Motors Corporation Anfang der 1990er Jahre entwickelt. Es kam zuerst im Mitsubishi Sigma zum Einsatz.
Es stellt sich ab 80 km/h tiefer und härter oder kann auf Knopfdruck sehr hoch gestellt werden; für Fahrten im Gelände, Unterbodenwäsche oder das Anbringen von Schneeketten.